# Austin McHale
Austin McHale, né le 6 janvier 1955, est un pilote automobile de rallyes irlandais.

## Biographie
Il commence sa carrière en 1979 (au RAC Rally). Il a pratiquement arrêté la compétition de 1991 à 1993. Il continue toujours de concourir à près de 60 ans, remportant encore le Rallye du Pays de Galles en 2005.
Il a disputé 7 manches du WRC, terminant deux fois 17e (RAC Rally en 1981 et rallye du Mexique en 2007) et une fois 18e (rallye Monte Carlo en 2006).
Il est le pilote ayant obtenu le plus de titres de champion d'Irlande (compétition créée en 1978) avec l'irlandais du Nord Eugene Donnelly (5 chacun).

## Palmarès

### Titres
- Quintuple Champion d'Irlande des rallyes: 1983 (copilote Christy Farrell, sur Vauxhall Chevette HSR), 1985 (copilote Christy Farrell, sur Opel Manta 400), et 1986 (copilote Christy Farrell, sur Opel Manta 400), puis 1997 et 1998 (copilote Brian Murphy, sur Toyota Celica GT-Four ST185) (15 années d'écart entre son premier et son dernier titre);
  - Triple vice-champion britannique des rallyes: 2003, 2004, et 2005;

## Quelques victoires en championnat d'Irlande
- Rally Cork 20: 1983, 1985, 1987 et 1990,
- Rallye Galway: 1985;
- Rallye des Lacs: 1986, 1988, 1997;
- Rallye Donegal: 1990 et 1997;
- Circuit d'Irlande: 1993 et 1998;

## Autre victoire récente
- Rallye du Pays de Galles (BRC): 2005;
- Rallye du circuit de Kerry: 2003.